# Lucio Julio César (cónsul 90 a. C.)
Lucio Julio César (c. 135 a. C.-87 a. C.) (en latín Lucius Julius L. F. Sextus N. Caesar) era hijo de Lucio Julio César (segundo con ese nombre) y hermano mayor de Cayo Julio César Estrabón. Lucio se vio envuelto en la caída del tribuno de la plebe Lucio Apuleyo Saturnino en 100 a. C.[cita requerida] y se convirtió en pretor en 94 a. C. sin haber sido cuestor ni edil antes.[cita requerida] Más tarde llegó a ser gobernador de la provincia romana de Macedonia.

## Carrera política
Lucio obtuvo el cargo de cónsul en 90 a. C. juntamente con Publio Rutilio Lupo cuando estalló la guerra Social. Tuvo como legados en esta guerra a Sila, Craso, Publio Léntulo, Tito Didio y Marco Claudio Marcelo. 
Comenzó la campaña atacando a los samnitas, pero fue derrotado por su general, Vetio Cato, y huyó a Aesernia que permanecía leal al gobierno de Roma. Recibió refuerzos de galos y númidas auxiliares e inició otra ofensiva más y derrotó al enemigo en Acerrae en la Campania, ciudad que los galos estaban asediando. Aquí desertaron numerosos númidas, y Lucio, como sospechaba de la lealtad de los demás, los envió de vuelta a África. Alentado por estas deserciones, Papio Mutilio, el general del enemigo, atacó el campamento romano, pero fue rechazado con una pérdida de seis mil hombres. 
Esta victoria causó gran alegría en Roma, pero no fue seguida de otros resultados importantes. Por el contrario, Lucio se retiró casi inmediatamente de Acerrae sin conseguir levantar el asedio. Mientras tanto, el otro cónsul Rutilio Lupo fue derrotado y muerto por Vetio Cato, y el mismo Lucio, mientras marchaba a Acerrea en otro intento de levantar el asedio de la ciudad, fue derrotado con fuertes pérdidas por Marius Egnatius.
Estos desastres, el temor a una guerra con Mitrídates y el miedo a una revuelta de sus aliados aconsejaron a Lucio ofrecer una ley que garantizaba la ciudadanía romana a los latinos y a los aliados que habían permanecido fieles (Lex Julia de Civitate). Parece, sin embargo, que contenía una disposición dando a cada Estado aliado la oportunidad de aceptar lo que se les ofrecía, y muchos prefirieron su Estado original como estados federados, antes de incurrir en las obligaciones y responsabilidades de los ciudadanos romanos.
Al año siguiente, 89 a. C., se prorrogó su mando y obtuvo una gran victoria sobre el enemigo y asedió Asculum, ante la cual murió de enfermedad, según el relato de Apiano, pero esto es claramente un error, ya que probablemente se vio obligado a dejar el ejército como consecuencia de una enfermedad grave, y fue sucedido en el comando por C. Baebio. 
Aquel mismo año llegó al cargo de censor y, gracias al éxito de la Ley Julia, se convirtió en responsable de la división de los nuevos ciudadanos en los distintos distritos de votantes. Su colega en este trabajo fue Publio Licinio Craso, padre del triunviro Marco Licinio Craso.
Lucio murió junto con su hermano en 87 a. C. al comienzo de la primera guerra civil a manos de los partidarios de Cayo Mario, Fimbria y, según Tito Livio, sus cabezas fueron expuestas en los Rostra, junto a las de otros romanos asesinados, como Quinto Lutacio Cátulo.

## Descendencia
Tuvo dos hijos: Lucio Julio César, cónsul en 64 a. C., y Julia, madre de Marco Antonio.